# Merohister osculatus
Merohister osculatus är en skalbaggsart som först beskrevs av Willis Blatchley 1910.  Merohister osculatus ingår i släktet Merohister och familjen stumpbaggar. Inga underarter finns listade i Catalogue of Life.